# Copa del Món de Futbol de 1958 - Grup 2
El Grup 2 de la Copa del Món de Futbol 1958, disputada a Suècia, estava compost per quatre equips, que s'enfrontaren entre ells amb un total de 6 partits. Els dos millors classificats passaren a jugar la segona fase, els quarts de final. En cas d'empat entre dos seleccions es disputà un partit de desempat.

## Integrants
El grup 2 està integrat per les seleccions següents:
| França | Iugoslàvia | Paraguai | Escòcia |
| ------ | ---------- | -------- | ------- |

## Classificació
| Pos | Equip      | PJ | PG | PE | PP | GF | GC | GR    | Pts | Classificació           |
| --- | ---------- | -- | -- | -- | -- | -- | -- | ----- | --- | ----------------------- |
| 1   | França     | 3  | 2  | 0  | 1  | 11 | 7  | 1,571 | 4   | Avança a la segona fase |
| 2   | Iugoslàvia | 3  | 1  | 2  | 0  | 7  | 6  | 1,167 | 4   | Avança a la segona fase |
| 3   | Paraguai   | 3  | 1  | 1  | 1  | 9  | 12 | 0,750 | 3   |                         |
| 4   | Escòcia    | 3  | 0  | 1  | 2  | 4  | 6  | 0,667 | 1   |                         |

## Partits

### França vs Paraguai
| França                                                                         | 7–3     | Paraguai                            |
| ------------------------------------------------------------------------------ | ------- | ----------------------------------- |
| Fontaine 24', 30', 67' · Piantoni 52' · Wisnieski 61' · Kopa 70' · Vincent 83' | Informe | Amarilla 20', 44' (p.) · Romero 50' |

### Iugoslàvia vs Escòcia
| Iugoslàvia   | 1–1     | Escòcia    |
| ------------ | ------- | ---------- |
| Petaković 6' | Informe | Murray 49' |

### Iugoslàvia vs França
| Iugoslàvia                           | 3–2     | França           |
| ------------------------------------ | ------- | ---------------- |
| Petaković 16' · Veselinović 63', 88' | Informe | Fontaine 4', 85' |

### Paraguai vs Escòcia
| Paraguai                        | 3–2     | Escòcia                 |
| ------------------------------- | ------- | ----------------------- |
| Agüero 4' · Ré 45' · Parodi 73' | Informe | Mudie 24' · Collins 74' |

### França vs Escòcia
| França                  | 2–1     | Escòcia   |
| ----------------------- | ------- | --------- |
| Kopa 22' · Fontaine 44' | Informe | Baird 58' |

### Paraguai vs Iugoslàvia
| Paraguai                             | 3–3     | Iugoslàvia                                    |
| ------------------------------------ | ------- | --------------------------------------------- |
| Parodi 20' · Agüero 52' · Romero 80' | Informe | Ognjanović 18' · Veselinović 21' · Rajkov 73' |